# Tuulemäe
Koordinaten: 58° 4′ N, 26° 48′ O
Tuulemäe ist ein Dorf (estnisch küla) im Südosten Estlands. Es gehört zur Landgemeinde Kanepi (bis 2017 Kõlleste) im Kreis Põlva.
Das Dorf hat 39 Einwohner (Stand 31. Dezember 2011). Es liegt unmittelbar westlich von Krootuse.